# 9К111 Фагот
9К111 Фагот је назив за лансер противтенковских ракета.

## Развој
9К111 Фагот је развијен у Конструкционом бироу у Тули. Развој је започео 1962. са циљем производње нове генерације против тенковског оружја. У наоружање је укључен 1970. године.

## У наоружању Војске Србије
Пешадијски батаљони ВС за противоклопну борбу наоружани су са противоклопним лансирним комплетом (ПОЛК) 9К111 фагот који садржи лансирни уређај 9П135 на троножном постољу са уређајем за вођење 9С451, блоком оптике 9Ш119 са леве стране лежишта контејнера са ракетом 9М111.
За разлику од ПОЛК 9К11 који се производио по лиценци ПОЛК 9К111 се само увозио из СССР-а.

## Модели

### Ракете
- 9M111 Фагот
- 9M111-2 Фагот
- 9M111M Факторија

### Лансери
- 9П135
- 9П135M
- 9П135M1
- 9П135M2
- 9П135M3
- 9П451M2

## Карактеристике
Користи се за уништавање тенкова и других средстава ратне технике, живих циљева и ватрених средстава у утврђеним положајима на даљинама до 2.000 m, а максимална брзина циља може да буде до 60 km/h. На терену поље дејства лансера је 360 степени хоризонтално а по висини могућа елевација се креће од -20 до +20. Максимална пробојност хомогене панцирне плоче износи 400 mm, док код варијанте 9М111М достиже 460 mm, при чему лансер има полуаутоматско вођење.
За опслуживање је потребно три војника и то нишанџија који на маршу носи лансирни уређај и два помоћника по две ракете у контејнерима. Маса лансирног уређаја је 35 kg, а једне бојеве главе 2,5 kg.
Димензије лансера су дужина 1.100 mm, висина 707 mm и ширина 770 mm, а размах крилаца је 369 mm.

## Корисници
- Авганистан — 100
- Алжир — 100
- Ангола — 100
- Босна и Херцеговина — 52
- Белорусија — 500
- Бугарска — 222
- Хрватска — 119
- Кувајт — 100
- Чешка — 50
- Етиопија — 50
- Финска
- Грчка — 262
- Мађарска — 50
- Индија — 100
- Иран
- Ирак
- Казахстан
- Кувајт — 100
- Либан — 100
- Летонија
- Литванија
- Мозамбик — 10
- Пољска — 100
- Русија — 1,000
- Србија — 250
- Словачка — 50
- Словенија — 10
- Сирија — 100
- Украјина — 800
- Совјетски Савез